# KI One
KI One SA (dawniej Kulczyk Holding SA) – przedsiębiorstwo z siedzibą przy ul. Wspólnej 62 w Warszawie, założone w 1991 przez Jana Kulczyka. Jednostka dominująca grupy kapitałowej. Wchodzi w skład utworzonej w 2007 grupy inwestycyjnej Kulczyk Investments.

## Działalność
Działalność KI one i spółek z nim związanych obejmowała lub obejmuje:
- motoryzację – stworzenie największej polskiej grupy motoryzacyjnej. W 1992 dostała wyłączność na import Volkswagena i Audi, dwa lata później na Skoda, w kolejnych latach Porsche. W 2011 udziały zostają sprzedane Volkswagenowi[2];
- infrastrukturę – poprzez spółki zależne posiada koncesję na budowę i eksploatację 240-kilometrowego odcinka autostrady A2[3];
- browarnictwo – fuzje i restrukturyzacja browarów: Lech Browary Wielkopolski, Tyskie Browary Książęce, Browar Dojlidy i Browar Kielce doprowadziły do powstania Kompanii Piwowarskiej, grupy, która – według własnych szacunków – posiada około 40-procentowy (w ujęciu ilościowym) udział w polskim rynku piwa[4]. 14 maja 2009 roku sprzedana koncernowi SABMiller, który został właścicielem 100% akcji KP[5].
- telekomunikację – w latach 1993-1999, w ramach inwestycji przeprowadzonej wraz z Deutsche Telekom Mobil Net GmbH, posiadał do 4,8% udziałów operatora telefonii komórkowej, PTC sp. z o.o.[6]; w konsorcjum z France Télécom w latach 2000-2005 posiadał łącznie do 47,5% akcji Telekomunikacji Polskiej SA (sam Kulczyk Holding miał do 13,6%)[7];
- usługi finansowe – w latach 1996–2006 inwestowała w sektor ubezpieczeń i funduszy emerytalnych. W partnerstwie z KBC była akcjonariuszem największej prywatnej grupy ubezpieczeniowej TUiR Warta oraz powszechnego towarzystwa emerytalnego PTE Dom SA (później PTE Warta)[8];
- energetykę – w latach 2001-2005 posiadała ok. 5% akcji przedsiębiorstwa PKN Orlen[9]. W 2000 roku powstaje Polenergia SA pierwsza, polska, prywatna grupa energetyczna składająca się z pionowo zintegrowanych spółek działających w obszarze wytwarzania energii z konwencjonalnych i odnawialnych źródeł oraz dystrybucji i obrotu energią elektryczną[10]. Obecnie inwestorem strategicznym spółki jest Dominika Kulczyk.[11]
- przemysł chemiczny – spółka posiadała 100% akcji zakładów chemicznych Poch SA w Gliwicach, wiodącego dostawcy profesjonalnych chemikaliów, sprzętu laboratoryjnego i usług analitycznych oraz jedynego w Polsce producenta rozpuszczalników wysokiej czystości[12][13]
- logistykę i transport – w latach 2005-2015[14] za pośrednictwem spółki zależnej, inwestowała w Pekaes SA, wiodącego operatora logistycznego w Polsce[15];